# Hermès
Hermès é uma empresa francesa fundada em 1837 por Thierry Hermès como produtora de arreios para cavalos. Ao longo do tempo passou a produzir diversos produtos de luxo. A marca é a segunda mais valiosa do mundo, segundo o ranking BrandZ, avaliada em 19,8 milhões de dólares. Em 2017, sua avaliação de marca subiu para 25,951 bilhões de dólares, sendo considerada também a 2ª marca mais valiosa da França, atrás apenas da Louis Vuitton.

## Produtos de seda

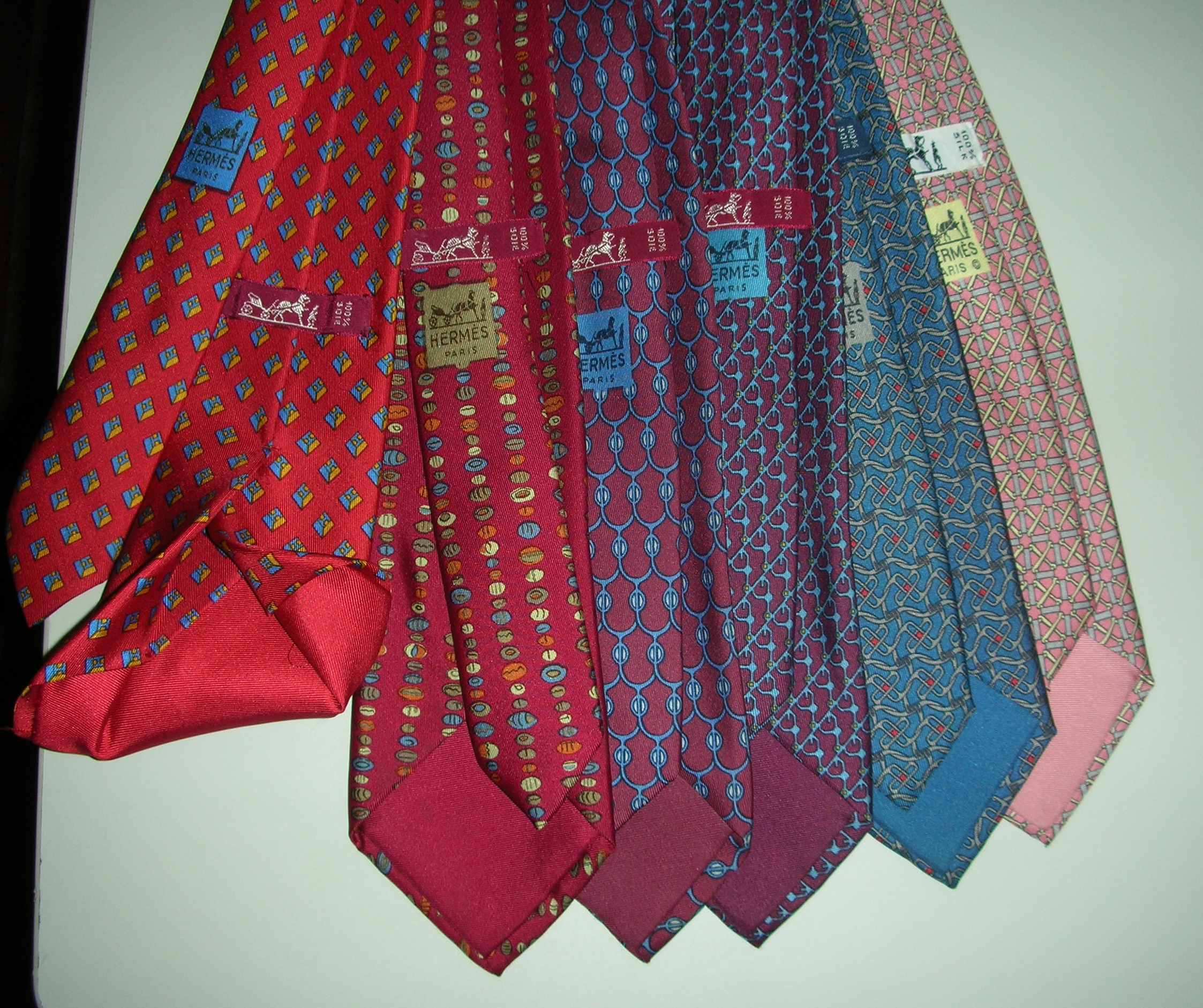
Gravatas Hermès

Produtos como gravatas, lenços e cachecóis são produzidos com seda proveniente do Brasil.

## Produtos de couro

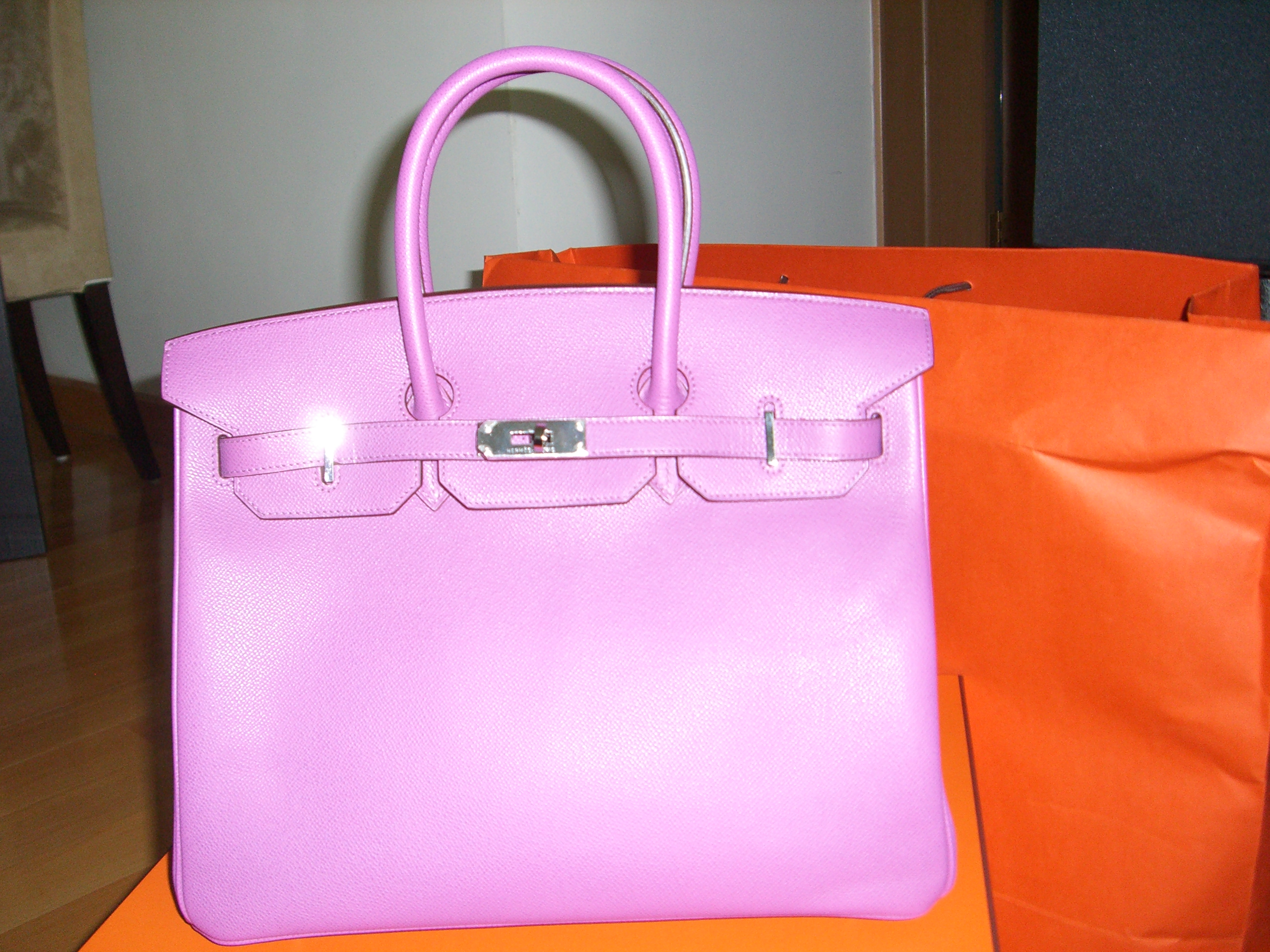
Bolsa Hermès

A marca é especialmente famosa por seus produtos de couro. No caso de qualquer avaria, os clientes são orientados a retornar o produto às lojas da Hermès, para que os mesmos sejam consertados pela oficina central em Paris.

## Perfumes

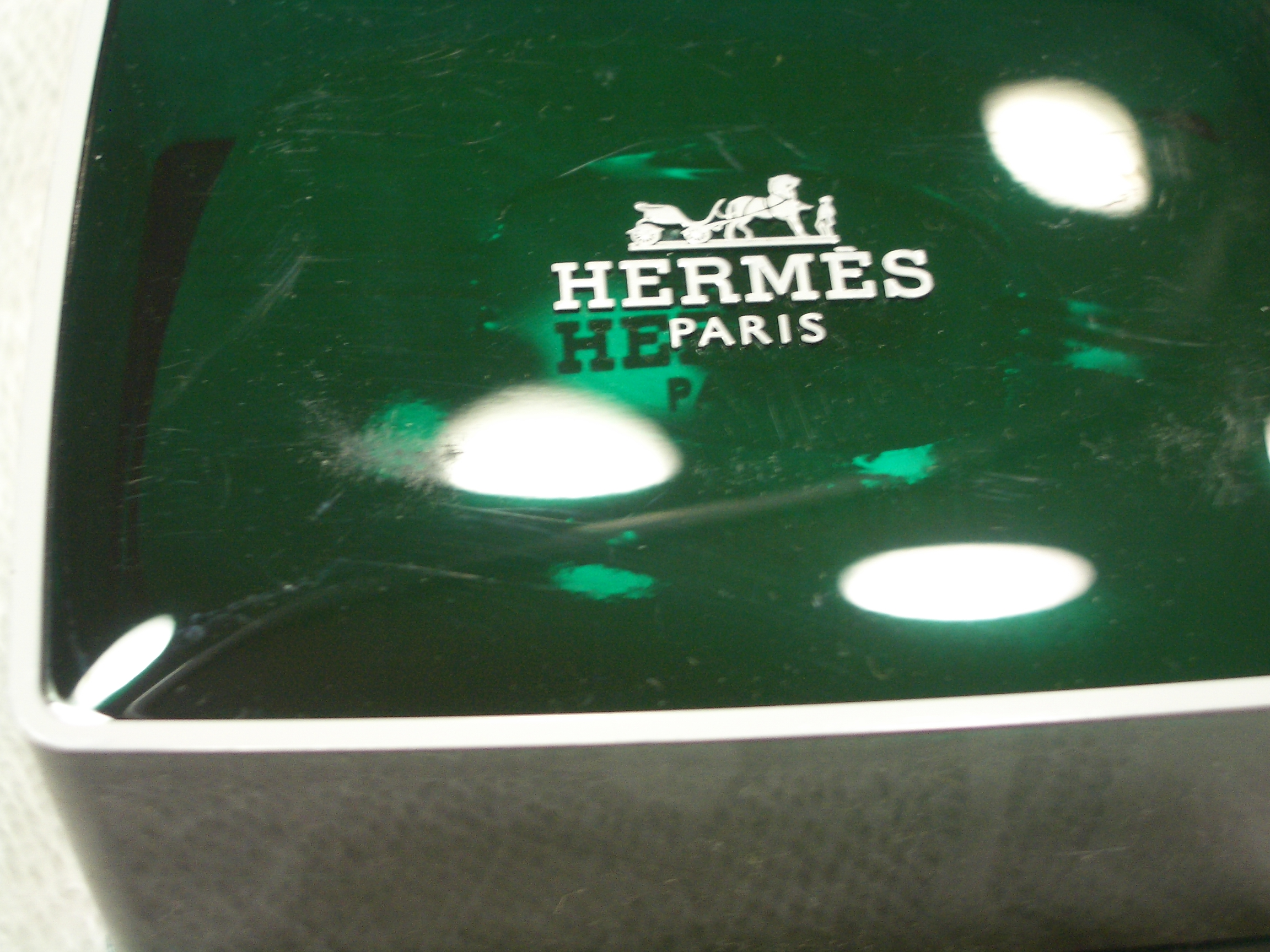

As marcas de perfume da Hermès abrangem Kelly Calèche, Eau de Marveilles, 24 Faubourg, Calèche, Rouge Hermès, Hiris, Parfum d'Hermes e Amazone. Fragrâncias masculinas incluem Terre D'Hermès, Rocabar, Equipage, Bel Ami, Eau d'Orange Verte, Un Jardin sur le Nil, Un Jardin en Mediterranee, Eau D'Hermès e Hermèsence.

## Informações corporativas
25% das ações da Hermès são negociadas na Bolsa de Paris desde 1993, estando os 75% restantes sob controle da família. O atual CEO é Patrick Thomas, o qual sucedeu Jean-Louis Dumas-Hermès em janeiro de 2006. A empresa tem participações na marca de sapatos John Lobb e na marca de roupas Jean-Paul Gaultier.

## História da Marca Hermès
1801 – Nasce, em Krefeld, Alemanha, Thierry Hermes – filho de um pai imigrante francês, Thierry Hermès, e de uma mãe alemã, Agnese Kuhnen. Krefeld é conhecida como ‘Stadt wie Samt und Seide’, ou seja, Cidade da Seda e do Veludo, devido a sua forte tradição têxtil.
1828 – A família Hermès se muda para Pont Audemer, ao norte de Paris, onde o Thierry Jr. aprende técnicas de fabricação de couro e passa a fazer couraças.
1831 – Thierry e sua esposa, Petronille Pierrtant, dão as boas vindas a seu primeiro filho e futuro herdeiro do trono Hermes, Charles-Emile Hermes.
1837 – Thierry Hermes funda a marca francesa Hermès como oficina de arnês no bairro Grands Boulevards de Paris. Sua loja serve os nobres europeus da época. A oficina também produz arneses de ferro forjado e freios para comércio de carruagens.
1855 – Os arneses e freios de alta qualidade criados por Hermès ganham reconhecimento, recebendo vários prêmios, como a Medalha da Primeira Classe na Exposição de Paris.
1867 – Hermès ganha a Medalha da Primeira Classe pela segunda vez na Exposição Universelles em Paris.
1878 – Morre Thierry Hermes.
1880 – O filho de Hermès, Charles-Emile Hermès, assume a gestão da oficina do pai e se muda para um local diferente, na 24 Rue du Faubourg Saint-Honore, onde a loja permanece até hoje. Aqui, ele continua com a manufatura de itens de montaria e passa a se concentrar nas vendas de varejo internacionais com linhas para a elite da Europa, Rússia, África do Norte, Ásia e as Américas.
1900 – Com apoio de seus filhos, Adolphe e Emile-Maurice, Charles-Emile desenha o modelo ‘Haut a Courroies’, bolsa cuja intenção era permitir que os montadores carregassem suas selas.
1902 – Charles-Emile se aposenta, deixando o negócio para seus filhos, Adolphe e Emile-Maurice, que o renomeiam Hermès Freres ou Irmãos Hermes.
1914 – Emile-Maurice começa a fornecer selas ao czar da Rússia e até 80 artesãos de selas são empregados pela oficina. Com isso, Emile-Maurice ganha direitos exclusivos sobre o uso do zíper em artigos de couro e roupas, tornando-se a primeira marca na França a apresentar este dispositivo.
1918 – A Hermès apresenta o primeiro casaco de couro com um zíper, produzido para o Príncipe de Gales, Edward. Devido ao seu exclusivo acordo de direitos, o zíper se torna conhecido em toda a França como fermeture Hermès, ou seja, o fecho da Hermès.
1919 – Um declínio nas vendas de couraça e equipamentos de montaria leva Adolphe Hermès a deixar a empresa com Emile-Maurice, que compra a parte de seu irmão.
1922 – As primeiras bolsas femininas surgem quando a esposa de Emile-Maurice se queixa de não encontrar um modelo que lhe agrade. O próprio Emile-Maurice desenha, então, uma versão menor da bolsa ‘Haut a Courroies’.
1924 – A marca estabelece sua presença nos EUA e abre duas novas lojas em resorts franceses.
1929 – A Hermès apresenta a primeira coleção feminina de vestuário de alta costura, que inclui roupas de banho e tem lançamento em Paris.
1935 – A Hermès lança um de seus itens originais mais famosos, a bolsa tiracolo que mais tarde se tornaria conhecida como a Kelly.
1937 – A marca apresenta seu lenço de seda, que, imediatamente, se torna um grande sucesso entre celebridades, como a Jacqueline Kennedy.
1938 – A pulseira ‘Chaine d’ancre’ e a jaqueta e demais trajes de montaria juntam-se à coleção clássica. Os designers da empresa também começam a se inspirar em livros, pinturas e objetos de arte por volta desta época.
1950 – É lançada a divisão de perfumes da marca.
1951 – Morre Emile-Maurice Hermes, e Robert Dumas Hermès, marido de Jacqueline Hermès, assume a empresa com o perfumista Jean Rene Guerrand, marido de Aline Hermès, ambas bisnetas de Thierry Herme.
Início de 1950 – A Hermès começa a usar um logotipo com base em um desenho do pintor francês Alfred de Dreux. Nessa época também, a marca começa a usar suas icônicas caixas de cor laranja.
1956 – Uma foto da atriz hollywoodiana, que depois virou Princesa de Mônaco, Grace Kelly, carregando uma bolsa Hermès modelo ‘Sac a Depeches’ para cobrir sua barriga grávida, foi publicada na capa da revista Life. Subitamente, mulheres de todo o mundo foram às lojas Hermes procurando  “a bolsa da Kelly“. Hermés, então, renomeou esse estilo como Kelly.
1978 – Jean Louis Dumas, filho do tataraneto de Thierry Hermès, assume a empresa e, no mesmo ano, a Hermès compra o prédio ao lado da loja na 24 Rue Faubourg Saint-Honoré, ampliando o seu carro-chefe em Paris.
1981 – O icônico modelo de bolsa Birkin é lançado com homenagem à atriz britânica Jane Birkin, após um encontro casual no ano anterior.
2003 – Seguindo a aposentadoria de Jean Louis Dumas, Patrick Thomas se torna o novo líder do negócio Hermès.
2007 – Com a compra do edifício número 28 da Rue Faubourg Saint-Honore, a Hermès, mais uma vez, expande seu carro-chefe em Paris.
2009 - Hermès Brasil inaugurou sua primeira loja no Brasil em 13 de setembro de 2009 no Shopping Cidade Jardim na cidade de São Paulo.
2010 - TheRealReal inicia venda online nos Estados Unidos de Bolsas Hermès usadas autenticadas
2012 – Membro da sexta geração da família Hermès, Axel Dumas, é nomeado CEO da companhia e permanece nesta posição até os dias atuais.
2013 - Etiqueta Única inicia venda online no Brasil de Bolsas Hermès usadas autenticadas
2016 – Pesquisa realizada comprova que uma bolsa Hermès modelo Birkin tem sido um investimento melhor do que ações na Bolsa de Valores ou em barras de ouro durante os últimos 35 anos.

## No Brasil
A grife inaugurou sua primeira loja no Brasil em 13 de setembro de 2009 no Shopping Cidade Jardim na cidade de São Paulo.